# Смольний (національний парк)

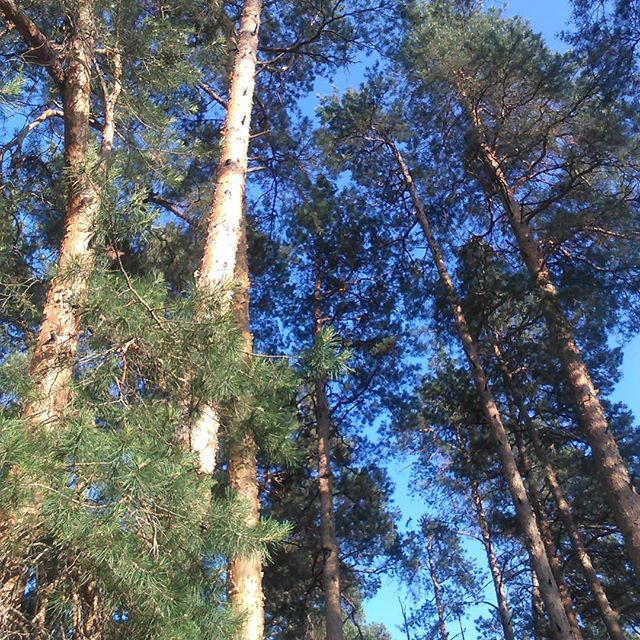
Сосни в парку

Держа́вний націона́льний па́рк «Смо́льний» (ерз. «Смольной» Мордовской государственной раськень вирькужо, рос. Государственный национальный парк «Смольный») — національний парк на північному сході Республіки Мордовія (Росія).
Створений постановою Уряду РФ 1995 року з метою збереження особливо цінних природних комплексів лісостепової зони і використання їх у природоохоронних, рекреаційних та інших цілях.
Національний парк розташований на лівобережжі річки Алатир, на територіях, які входять до складу Ічалковського й Великоігнатовського районів. Площа парку — 365 км². Більша частина території (близько 30 000 га) покрита лісами.

## Рельєф і  ґрунти
Рельєф помірно розчленований з досить значною мережею ярів в північній частині, поступово знижується в напрямку з півночі на південь. Найвища точка парку — 217 метрів над рівнем моря, найнижча — 97 метрів. Найпоширеніші типи  ґрунтів — дерново-підзолисті і сірі лісові.

## Клімат
Середньорічна температура повітря 3,5-4° С. Переважають південно-західні і південні вітри. Найбільша місячна кількість опадів спостерігається в липні (до 80-100 мм).

## Гідрографія
Загальна протяжність річки Алатирь на території національного парку становить понад 40 км. Решта річок належать до категорій малих (Язовка і Калиш) і дуже малих річок (близько 80). Всі річки типово рівнинні, з повільною течією.
Озера (Піщане, Дубове-1, Дубове-2, Мітряшка, Полунзерка, Ліперкі) є старицями і зосереджені в заплаві Алатиря. Озера непроточні або слабо проточні. Температура води в озерах біля поверхні влітку досягає 20° С, на мілководдях вона прогрівається до 25-30° С. З глибиною температура знижується до 10° С. Озера прісні, їх мінералізація слабка (до 200 мг / л) або середня (до 500 мг / л). За хімічним складом вони належать до гідрокарбонатного класу. За біологічними властивостями озера евтрофні — з багатою рослинністю (мілководні, добре прогріваються).
Болота зосереджені переважно в заплаві Алатиря. Болота в основному низинні. Верхові болота нечисленні, розташовані в південній та центральній частинах парку. Є багато джерел (понад 30).

## Рослинність
Завдяки тому, що територія національного парку розташована на кордоні мішаних, широколистяних лісів і лісостепу, рослинність його досить різноманітна. Найпоширеніший тип лісів — сосновий (як чисті сосняки, так і широколистяно-соснові ліси). Смерекові ліси найчастіше з домішкою сосни, берези та інших листяних порід, чисті ялинники невідомі. Листяні ліси утворені дубом, липою, кленом, березою, осикою, зрідка зустрічаються в'яз і ясен. По берегах озер і струмків у долині Алатиря і по ярах місцями зустрічається вільха чорна.
Лука в національному парку присутні як заплавні, так і суходільні. Досить різноманітна болотна рослинність.
Всього на території ГНП «Смольний» за даними на 2011 рік було зареєстровано 784 види судинних рослин з 394 родів і 101 родин, у тому числі 4 види плаунів, 6 — хвощів, 13 — папоротеподібних, 4 види голонасінних і 753 види покритонасінних. Серед них є види, занесені до Червоної книги Росії (півники безлисті, каптурниця лісова) і Червоної книги Республіки Мордовія (36 видів). Також зареєстровано 129 видів мохів з 66 родів і 34 родин, у тому числі 10 видів, занесених до Червоної книги Республіки Мордовія.

## Тваринний світ
На території національного парку зустрічаються 50 видів ссавців, 206 видів птахів, 6 видів плазунів, 11 видів земноводних, 27 видів риб. Зареєстровано 28 наземних видів молюсків і 970 видів комах.